# Szürkeoldalú álszajkó
A szürkeoldalú álszajkó (Garrulax caerulatus) a madarak osztályának verébalakúak (Passeriformes) rendjébe és a Leiothrichidae családjába tartozó faj.

## Rendszerezése
A fajt Brian Houghton Hodgson angol természettudós írta le 1836-ban, a Cinclosoma nembe Cinclosoma caerulatus néven. Egyes szervezetek a Pterorhinus nembe sorolják Pterorhinus caerulatus néven.

## Alfajai
- Garrulax caerulatus caerulatus (Hodgson, 1836)
- Garrulax caerulatus kaurensis (Rippon, 1901)
- Garrulax caerulatus latifrons (Rothschild, 1926)
- Garrulax caerulatus livingstoni Ripley, 1952
- Garrulax caerulatus subcaerulatus Hume, 1878[1]

## Előfordulása
Délkelet-Ázsiában, Bhután, Kína, India, Mianmar és Nepál területén honos. A Hawaii-szigetekre betelepítették.
A természetes élőhelye a szubtrópusi vagy trópusi hegyi esőerdők és mangroveerdők, valamint magaslati cserjések. Állandó, nem vonuló faj.

## Megjelenése
Testhossza 27–29 centiméter, testtömege 79–99 gramm.

## Életmódja
Bogyós gyümölcsök, magvak és növényi anyagok, valamint vélhetően gerinctelenekkel táplálkozik.